# Anne Sutherland-Leveson-Gower, Duquesa de Sutherland
Anne Sutherland-Leveson-Gower (nascida Anne Hay-Mackenzie; 21 de abril de 1829 — Stafford House, 25 de novembro de 1888) foi uma nobre britânica. Ela foi suo jure condessa de Cromartie. Além disso, pelo seu casamento com George Sutherland-Leveson-Gower, 3.° Duque de Sutherland, foi marquesa de Stafford e duquesa de Sutherland.

## Família
Anne era a única filha de John Hay-Mackenzie de Newhall e Cromarty e de Anne Gibson-Craig. Seus avós paternos eram Edward Hay-Mackenzie e Maria Murray-Mackenzie. Seus avós maternos eram Sir James Gibson-Craig de Riccarton, 1.° baronete e Anne Thomson. 
Ela também era descendente de George Mackenzie, 3.° Conde de Cromartie, um participante dos Levantes jacobitas de 1745.

## Biografia
Anne, aos 20 anos, casou-se com George Sutherland-Leveson-Gower, então marquês de Stafford, em 27 de junho de 1849, em Cliefden House, na vila de Taplow, em Buckinghamshire. O marquês era o filho mais velho de George Sutherland-Leveson-Gower, 2.° Duque de Sutherland e de Harriet Elizabeth Georgiana Howard.
Em 22 de fevereiro de 1861, Anne tornou-se duquesa de Sutherland coma a sucessão do marido, após a morte do 2.° duque, ao título.
Em 21 de outubro de 1861, foram criados para ela os seguintes títulos: 1.° baronesa Macleod do Castelo Leod, 1.° condessa de Cromartie, 1.° viscondessa Tarbat e 1.° baronesa Castlehaven. Após sua morte, os títulos seriam concedidos ao seu segundo filho, Francis, e aos seus herdeiros.
De 1870 a 1874, a duquesa Anne ocupou a posição de Mistress of the Robes da rainha Vitória do Reino Unido. Ela foi apontada Dama da Real Ordem de Vitória e Alberto.
A duquesa faleceu em 25 de novembro de 1888, aos 59 anos de idade, em Stafford House, atualmente conhecida como Lancaster House. Foi enterrada no Cemitério de Babbacombe, em Devon.

## Descendência
O casal teve cinco filhos:
- George Granville Sutherland-Leveson-Gower (27 de julho de 1850 - 5 de julho de 1858), conde Gower;
- Cromartie Sutherland-Leveson-Gower, 4.° Duque de Sutherland (20 de julho de 1851 - 27 de junho de 1913), marido de Millicent Fanny St. Clair-Erskine, com quem teve quatro filhos;
- Francis Mackenzie Sutherland-Leveson-Gower, 2.° Conde de Cromartie (3 de agosto de 1852 - 24 de novembro de 1893), sucedeu a todos os títulos de sua mãe. Foi casado com Lilian Janet Bosville Macdonald, com quem teve duas filhas;
- Florence Sutherland-Leveson-Gower (17 de abril de 1855 - 10 de outubro de 1881), foi esposa de Henry Chaplin, 1.° visconde Chaplin, com quem teve três filhos;
- Alexandra Sutherland-Leveson-Gower (13 de abril de 1866 - 16 de abril de 1891), não se casou e nem teve filhos.